# Anello di Schatzki
L'anello di Schatzki è una membrana anulare dell’esofago inferiore, localizzata alla giunzione squamo-colonnare. Può essere asintomatico o causare disfagia intermittente. Quando necessario, il trattamento consiste nella dilatazione endoscopica.

## Eziologia
Descritto per la prima volta nel 1953 da Schatzki e Gary, si osserva frequentemente, avendo una prevalenza di 0,2-14% nella popolazione generale. L’anello di Schatzki è una delle più comuni cause di disfagia intermittente nell’adulto. 
La causa è sconosciuta. Fra le ipotesi avanzate vi è un’origine congenita, la coesistenza con ernia iatale, esofagite da reflusso, disfunzioni dello sfintere esofageo inferiore (LES).

## Anatomia patologica
L’anello di Schatzki è costituito da mucosa, muscularis mucosae e sottomucosa; è rivestito sul versante prossimale da epitelio squamoso e sul versante distale da epitelio colonnare. Spesso coesiste ernia iatale, mentre l’esofago di Barrett sembra meno frequente rispetto ai controlli.

## Sintomatologia
La maggioranza dei pazienti sono asintomatici e la diagnosi è occasionale durante un’endoscopia digestiva o un Rx con bario. Quando il lume esofageo ha un diametro <13 mm, compare disfagia intermittente per cibi solidi, in particolare per i boli di maggiori dimensioni deglutiti in fretta senza sufficiente masticazione (sindrome della bistecca). I sintomi persistono per pochi minuti e cessano per il passaggio spontaneo del bolo nello stomaco o per il suo rigurgito. Si può però avere un’ostruzione acuta del lume esofageo con dolore toracico, impossibilità a deglutire solidi e liquidi, salivazione, che richiede un intervento endoscopico.

## Diagnosi e terapia
La diagnosi è molto spesso occasionale nel corso di un’indagine strumentale richiesta per altre cause. Nei pazienti sintomatici la diagnosi è sospettata per la disfagia intermittente. L’accertamento diagnostico si avvale dell’endoscopia e dell’Rx con bario.
L’esofagogastroduodenoscopia mette in evidenza un restringimento anulare a livello della giunzione gastro-esofagea, rivestito da mucosa di aspetto normale. 
Quando necessaria, la terapia consiste nella dilatazione endoscopica del lume esofageo. In presenza di reflusso gastro-esofageo sono necessari trattamenti antireflusso.